# Stomacarus tristani
Stomacarus tristani är en kvalsterart som beskrevs av Grandjean 1952. Stomacarus tristani ingår i släktet Stomacarus och familjen Acaronychidae. Inga underarter finns listade i Catalogue of Life.